# Laurence Curtis
Laurence Curtis (ur. 3 września 1893 w Bostonie, zm. 11 lipca 1989 tamże) – amerykański polityk, członek Izby Reprezentantów z ramienia Partii Republikańskiej.
Studiował na Harvardzie, w latach 1916–1917 pracował w dyplomacji amerykańskiej. Wstąpił następnie do armii i służył w czasie I wojny światowej. W wypadku w czasie lotu treningowego stracił nogę, ale pozostał w armii w służbie garnizonowej. Został odznaczony Srebrną Gwiazdą. Po wojnie powrócił na uczelnię i w 1921 ukończył studia prawnicze. Przyjęty do palestry Massachusetts, rozpoczął prywatną praktykę w Bostonie. Był także m.in. sekretarzem sędziego Sądu Najwyższego Olivera Wendella Holmesa.
W latach 1930–1933 zasiadał w radzie miejskiej Bostonu, 1933-1936 w Izbie Reprezentantów stanu Massachusetts, a 1936-1941 w stanowym Senacie. W 1947 i 1948 pełnił funkcję stanowego sekretarza skarbu. W 1952 został po raz pierwszy wybrany do Izby Reprezentantów USA i zasiadał w niej przez pięć kolejnych kadencji, od stycznia 1953 do stycznia 1963. W 1962 bez powodzenia ubiegał się o partyjną nominację w wyborach do Senatu USA. Mimo podeszłego wieku powrócił do praktyki prawniczej i jeszcze kilkakrotnie ubiegał się o miejsce w Kongresie. W 1968 i 1970 przegrał rywalizację wyborczą o mandat w Izbie Reprezentantów, a w 1972 walkę o nominację partyjną do wyborów. Działał w środowisku amerykańskich inwalidów wojennych.